# Give Up the Ghost
Give Up the Ghost es el tercer álbum de estudio de la cantante estadounidense Brandi Carlile, que fue lanzado el 6 de octubre de 2009, por Columbia Records. El álbum fue producido por el ganador de un Premio Grammy, Rick Rubin, y contiene una colaboración con Elton John, el tema titulado "Caroline". Fue grabado en Sunset Sound Records en Los Ángeles, California, y también cuenta con la participación especial de Chad Smith, Amy Ray y Benmot Tench.
"Dreams", el primer sencillo del álbum, fue publicado en el sitio web de Carlile el 14 de agosto, y estuvo disponible para su descarga desde el 18 de agosto.

## Lista de canciones
| N.º   | Título                | Escritor(es)                          | Duración |  |
| 1.    | «Looking Out»         | Brandi Carlile                        | 4:18     |  |
| 2.    | «Dying Day»           | Tim Hanseroth                         | 3:33     |  |
| 3.    | «Pride and Joy»       | Carlile                               | 4:20     |  |
| 4.    | «Dreams»              | Carlile, Phil Hanseroth, T. Hanseroth | 3:31     |  |
| 5.    | «That Year»           | Carlile                               | 3:35     |  |
| 6.    | «Caroline»            | Carlile, Hanseroth, Hanseroth         | 3:36     |  |
| 7.    | «Before It Breaks»    | Carlile, Hanseroth, Hanseroth         | 3:57     |  |
| 8.    | «I Will»              | Carlile                               | 4:09     |  |
| 9.    | «If There Was No You» | Carlile, P. Hanseroth                 | 2:39     |  |
| 10.   | «Touching the Ground» | T. Hanseroth                          | 3:17     |  |
| 11.   | «Oh Dear»             | Carlile, P. Hanseroth                 | 2:50     |  |
| 40:45 |                       |                                       |          |  |

## Posicionamiento
| Listas (2009)      | Posición |
| ------------------ | -------- |
| U.S. Billboard 200 | 26       |